# Jude Jones
Jude Jones (* 11. Mai 2001) ist ein britischer BMX-Freestyle-Fahrer in der Variante Park.

## Sportlicher Werdegang
Jones wuchs in Market Harborough auf und übte sich ab dem Alter von acht Jahren im BMX-Fahren. Nach Erreichen der Volljährigkeit arbeitete er wie sein Vater als Maurer. 2022 stand er kurz davor, den Sport aufzugeben, fand aber nach einem Urlaub in Griechenland neue Motivation.
Im Oktober 2022 wurde er britischer Meister vor Kieran Reilly. Im Juni 2023 gewann er den BMX-Freestyle-Wettkampf beim renommierten Madrid Urban Sports Festival. Zwei Monate später war er in Glasgow erstmals bei den Urban-Cycling-Weltmeisterschaften am Start, erreichte das Finale und belegte den sechsten Platz.
2024 wurde Jones vom britischen Verband für die olympische Qualifikationsserie nominiert, wo er mit einem siebten Platz nur knapp scheiterte.

## Erfolge
2022
 Britischer Meister